# Stefan Aartsen
Stefan Remco Aartsen ('s-Gravenzande, 13 maart 1975) is een Nederlands oud-topzwemmer op de vlinderslag, die namens zijn vaderland tweemaal deelnam aan de Olympische Spelen: Atlanta 1996 en Sydney 2000.
Aartsen brak door in de zomer van 1992, toen hij bij de Europese Jeugdkampioenschappen in Leeds de titel opeiste op de 200 meter vrije slag. Al duurde het nog drie jaar voordat hij definitief werd opgenomen in de nationale ploeg. Zijn seniorendebuut volgde bij de Europese kampioenschappen langebaan (50 meter) in Wenen. Twee jaar later vergaloppeerde hij zich bij de Europese titelstrijd in Sevilla: hij wist zich niet te plaatsen voor de A-finale en zwom vervolgens in de B-finale een tijd (1.58,43) die hem in de 'grote finale' de zilveren medaille had opgeleverd.
Een jaar later, bij de EK kortebaan (25 meter) in Sheffield, was Aartsen finalist op de 100 (persoonlijk en Nederlands record van 52,54) en 200 meter vlinderslag (persoonlijk en Nederlands record van 1.56,19). Met die laatste tijd loste de rechtenstudent aan de Erasmus Universiteit in zijn woonplaats Rotterdam na ruim tien jaar Frank Drost af als recordhouder. Daarnaast leverde Aartsen in Engeland een bijdrage aan de Europese titel op de 4x50 meter vrije slag. Hetzelfde deed hij ruim een half jaar later bij de Europese kampioenschappen langebaan (50 meter) in Istanboel, waar hij als vlinderslagzwemmer samen met Klaas-Erik Zwering, Marcel Wouda en Pieter van den Hoogenband de titel won op de 4x100 meter wisselslag.
Aartsen, een devoot lid van de Volle Evangelie Gemeente, verdeelt zijn tijd tussen zijn studie, zijn activiteiten ten behoeve van zijn geloofsovertuiging en de zwemsport. Hij had de grootst mogelijke moeite om zich te plaatsen voor Olympische Spelen van 2000. In een razendspannende race tijdens de nationale kampioenschappen in Drachten bereikte de pupil van trainer-coach Dick Bergsma alsnog zijn doel. Maar in Sydney strandde hij in de halve finales, op zowel de 100 als de 200 meter vlinderslag.
Vier jaar later slaagde de 25-voudig Nederlands kampioen, gehinderd door fysieke tegenslag, er niet in zich te plaatsen voor Olympische Spelen van Athene. Zijn laatste internationale toernooi zwom Aartsen in december 2004: de Europese kampioenschappen kortebaan in Wenen. In het voorjaar van 2005 besloot hij zijn topsportcarrière te beëindigen.